# Grand Prix automobile d'Espagne 2006
GP précédent GP suivant

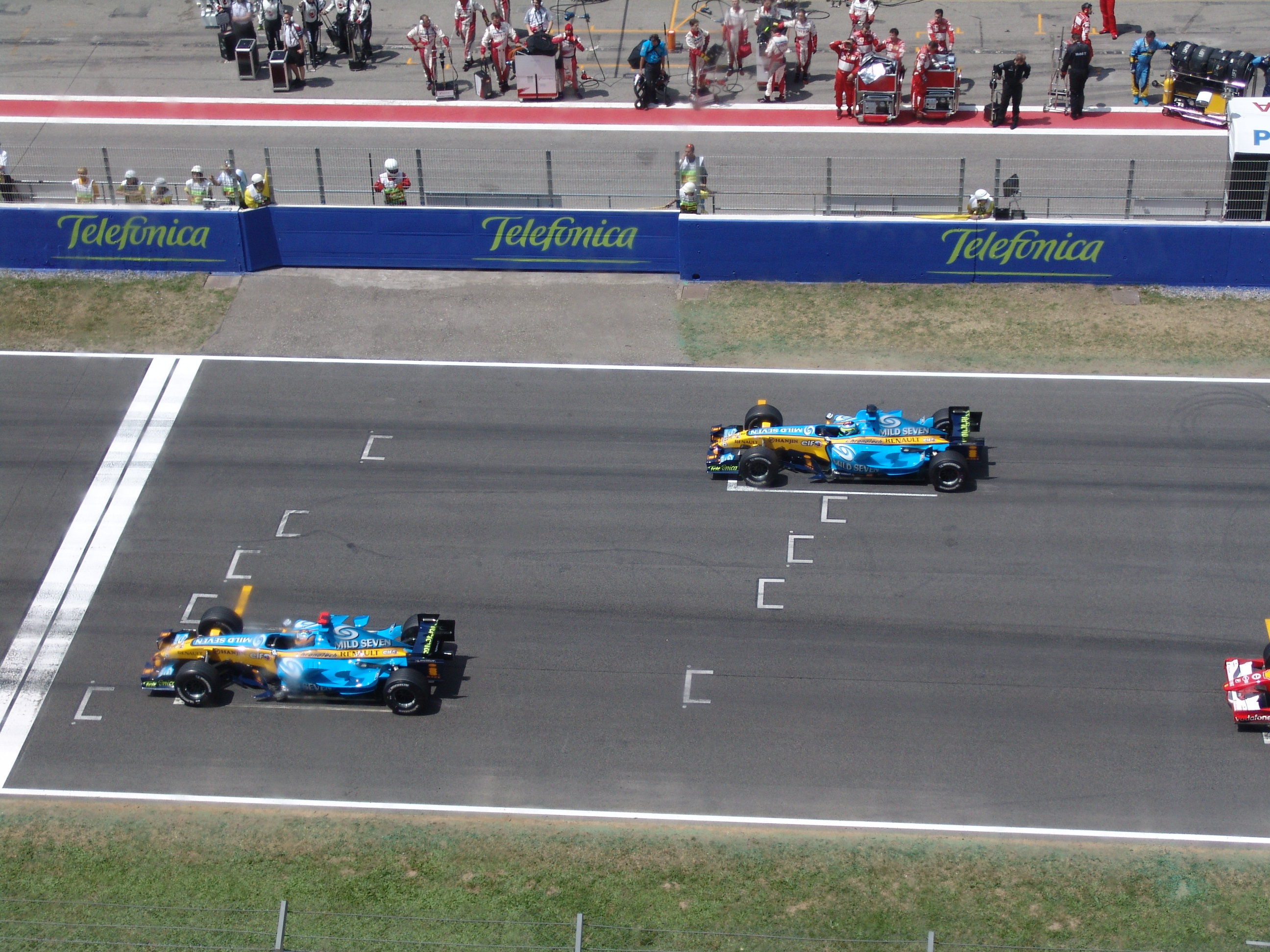
La première ligne, entièrement Renault

Le Grand Prix automobile d'Espagne 2006 (Formula 1 Gran Premio Telefónica de España 2006), disputé sur le circuit de Catalogne à Barcelone en Espagne le 14 mai 2006 est la 756e épreuve de l'histoire du championnat du monde de Formule 1 courue depuis 1950 et la sixième manche du championnat 2006.
Fernando Alonso profite des performances de sa Renault pour remporter son Grand Prix national.

## Grille de départ
| Pos | Pilote               | Écurie              | Qualifications 3 | Qualifications 2 | Qualifications 1 |
| --- | -------------------- | ------------------- | ---------------- | ---------------- | ---------------- |
| 1   | Fernando Alonso      | Renault             | 1 min 14 s 648   | 1 min 15 s 124   | 1 min 15 s 816   |
| 2   | Giancarlo Fisichella | Renault             | 1 min 14 s 709   | 1 min 14 s 766   | 1 min 16 s 046   |
| 3   | Michael Schumacher   | Ferrari             | 1 min 14 s 970   | 1 min 14 s 637   | 1 min 16 s 049   |
| 4   | Felipe Massa         | Ferrari             | 1 min 15 s 442   | 1 min 15 s 245   | 1 min 16 s 359   |
| 5   | Rubens Barrichello   | Honda               | 1 min 15 s 885   | 1 min 15 s 258   | 1 min 16 s 266   |
| 6   | Ralf Schumacher      | Toyota              | 1 min 15 s 885   | 1 min 15 s 164   | 1 min 16 s 234   |
| 7   | Jarno Trulli         | Toyota              | 1 min 15 s 976   | 1 min 15 s 068   | 1 min 16 s 174   |
| 8   | Jenson Button        | Honda               | 1 min 16 s 008   | 1 min 15 s 150   | 1 min 16 s 054   |
| 9   | Kimi Räikkönen       | McLaren-Mercedes    | 1 min 16 s 015   | 1 min 15 s 422   | 1 min 16 s 613   |
| 10  | Nick Heidfeld        | BMW Sauber          | 1 min 17 s 144   | 1 min 15 s 468   | 1 min 16 s 322   |
| 11  | Mark Webber          | Williams-Cosworth   |                  | 1 min 15 s 502   | 1 min 16 s 685   |
| 12  | Juan Pablo Montoya   | McLaren-Mercedes    |                  | 1 min 15 s 801   | 1 min 16 s 195   |
| 13  | Nico Rosberg         | Williams-Cosworth   |                  | 1 min 15 s 804   | 1 min 17 s 213   |
| 14  | Jacques Villeneuve   | BMW Sauber          |                  | 1 min 15 s 847   | 1 min 16 s 066   |
| 15  | Christian Klien      | Red Bull-Ferrari    |                  | 1 min 15 s 928   | 1 min 16 s 627   |
| 16  | Vitantonio Liuzzi    | Toro Rosso-Cosworth |                  | 1 min 16 s 661   | 1 min 17 s 105   |
| 17  | Scott Speed          | Toro Rosso-Cosworth |                  |                  | 1 min 17 s 361   |
| 18  | Tiago Monteiro       | Midland-Toyota      |                  |                  | 1 min 17 s 702   |
| 19  | Christijan Albers    | Midland-Toyota      |                  |                  | 1 min 18 s 024   |
| 20  | Takuma Satō          | Super Aguri-Honda   |                  |                  | 1 min 18 s 920   |
| 21  | Franck Montagny      | Super Aguri-Honda   |                  |                  | 1 min 20 s 763   |
| 22  | David Coulthard      | Red Bull-Ferrari    |                  |                  | Aucun temps      |

- Jacques Villeneuve part 22e après une pénalité pour avoir changé de moteur. Le moteur fut endommagé durant le transport à Barcelone.

## Course

### Déroulement de l'épreuve
Fernando Alonso (Renault) avait annoncé en début de saison qu'un de ses objectifs principaux, outre de conserver son titre de champion du monde, était de s'imposer pour la première fois dans son Grand Prix national. L'Espagnol, qui a obtenu la veille la pole position devant son coéquipier Giancarlo Fisichella et les deux Ferrari de Michael Schumacher et Felipe Massa réalise son vœu après un très bon départ, ne laissant la tête de la course que pendant quelques tours, en attendant que ses adversaires ravitaillent à leur tour. 
L'équipe Renault a modifié sa stratégie en cours d'épreuve, passant de trois à deux arrêts, pour s'adapter aux conditions de la course. Giancarlo Fisichella cède la seconde place à Michael Schumacher à l'occasion des ravitaillements ; il termine néanmoins sur le podium. Fernando Alonso aurait pu réaliser son premier « hat trick » si Felipe Massa (4e) ne l'avait dépossédé du record du tour au 42e tour.

### Classement de la course
| Pos  | No | Pilote               | Écurie              | Tours | Temps/Abandon                      | Grille | Points |
| ---- | -- | -------------------- | ------------------- | ----- | ---------------------------------- | ------ | ------ |
| 1    | 1  | Fernando Alonso      | Renault             | 66    | 1 h 26 min 21 s 759 (212,075 km/h) | 1      | 10     |
| 2    | 5  | Michael Schumacher   | Ferrari             | 66    | + 18 s 502                         | 3      | 8      |
| 3    | 2  | Giancarlo Fisichella | Renault             | 66    | + 23 s 951                         | 2      | 6      |
| 4    | 6  | Felipe Massa         | Ferrari             | 66    | + 29 s 859                         | 4      | 5      |
| 5    | 3  | Kimi Räikkönen       | McLaren-Mercedes    | 66    | + 56 s 875                         | 9      | 4      |
| 6    | 12 | Jenson Button        | Honda               | 66    | + 58 s 347                         | 8      | 3      |
| 7    | 11 | Rubens Barrichello   | Honda               | 65    | + 1 tour                           | 5      | 2      |
| 8    | 16 | Nick Heidfeld        | BMW Sauber          | 65    | + 1 tour                           | 10     | 1      |
| 9    | 9  | Mark Webber          | Williams-Cosworth   | 65    | + 1 tour                           | 11     |        |
| 10   | 8  | Jarno Trulli         | Toyota              | 65    | + 1 tour                           | 7      |        |
| 11   | 10 | Nico Rosberg         | Williams-Cosworth   | 65    | + 1 tour                           | 13     |        |
| 12   | 17 | Jacques Villeneuve   | BMW Sauber          | 65    | + 1 tour                           | 22     |        |
| 13   | 15 | Christian Klien      | Red Bull-Ferrari    | 65    | + 1 tour                           | 14     |        |
| 14   | 14 | David Coulthard      | Red Bull-Ferrari    | 65    | + 1 tour                           | 21     |        |
| 15   | 20 | Vitantonio Liuzzi    | Toro Rosso-Cosworth | 63    | Hydraulique                        | 15     |        |
| 16   | 18 | Tiago Monteiro       | Midland-Toyota      | 63    | + 3 tours                          | 17     |        |
| 17   | 22 | Takuma Satō          | Super Aguri-Honda   | 62    | + 4 tours                          | 19     |        |
| Abd. | 19 | Christijan Albers    | Midland-Toyota      | 48    | Tête à queue                       | 18     |        |
| Abd. | 21 | Scott Speed          | Toro Rosso-Cosworth | 47    | Moteur                             | 16     |        |
| Abd. | 7  | Ralf Schumacher      | Toyota              | 31    | Électronique                       | 6      |        |
| Abd. | 4  | Juan Pablo Montoya   | McLaren-Mercedes    | 17    | Tête-à-queue                       | 12     |        |
| Ab.  | 23 | Franck Montagny      | Super Aguri-Honda   | 10    | Transmission                       | 20     |        |

### Pole position et record du tour
- Pole position :  Fernando Alonso (Renault) en 1 min 14 s 648 (vitesse moyenne : 223,143 km/h)[1].
- Meilleur tour en course :  Felipe Massa (Ferrari) en 1 min 16 s 648 (vitesse moyenne : 217,321 km/h) au quarante-deuxième tour[2].

### Tours en tête
- Fernando Alonso (Renault) : 54 tours (1-17 / 24-40 / 47-66) ;
- Michael Schumacher (Ferrari) : 11 tours (19-23 / 41-46) ;
- Giancarlo Fisichella (Renault) : 1 tour (18)[3].

## Classements généraux à l'issue de la course
| Pos. | Pilote               | Ecurie            | Points |
| ---- | -------------------- | ----------------- | ------ |
| 1    | Fernando Alonso      | Renault           | 54     |
| 2    | Michael Schumacher   | Ferrari           | 39     |
| 3    | Kimi Räikkönen       | McLaren-Mercedes  | 27     |
| 4    | Giancarlo Fisichella | Renault           | 24     |
| 5    | Felipe Massa         | Ferrari           | 20     |
| 6    | Jenson Button        | Honda             | 16     |
| 7    | Juan Pablo Montoya   | McLaren-Mercedes  | 15     |
| 8    | Rubens Barrichello   | Honda             | 8      |
| 9    | Ralf Schumacher      | Toyota            | 7      |
| 10   | Nick Heildelf        | BMW Sauber        | 6      |
| 11   | Jacques Villeneuve   | BMW Sauber        | 6      |
| 12   | Mark Webber          | Williams-Cosworth | 6      |
| 13   | Nico Rosberg         | Williams-Cosworth | 4      |
| 14   | David Coulthard      | Red Bull-Ferrari  | 1      |
| 15   | Christian Klien      | Red Bull-Ferrari  | 1      |

| Pos. | Ecurie            | Points |
| ---- | ----------------- | ------ |
| 1    | Renault           | 78     |
| 2    | Ferrari           | 59     |
| 3    | McLaren-Mercedes  | 42     |
| 4    | Honda             | 24     |
| 5    | BMW Sauber        | 12     |
| 6    | Williams-Cosworth | 10     |
| 7    | Toyota            | 7      |
| 8    | Red Bull-Ferrari  | 2      |

## Statistiques
- 11e victoire pour Fernando Alonso.
- 29e victoire pour Renault en tant que constructeur.
- 109e victoire pour Renault en tant que motoriste.